# Vepsiska

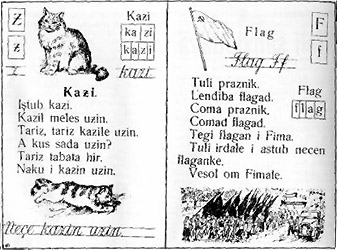
Vepsisk abc-bok

Vepsiska (vepsän kelʼ) är ett östersjöfinskt språk som talas av folkgruppen vepser. Vepsiska talas framför allt i Karelska republiken och i östra delen av Leningrad oblast där språket är ett minoritetsspråk. Enligt rysk statistik talades språket av 3 613 personer år 2010.